# Jeremias Schröder

Stemma di Jeremias Schröder OSB come Abate Primate della Confederazione Benedettina e Abate dell'Abbazia di Sant'Anselmo a Roma (2024)

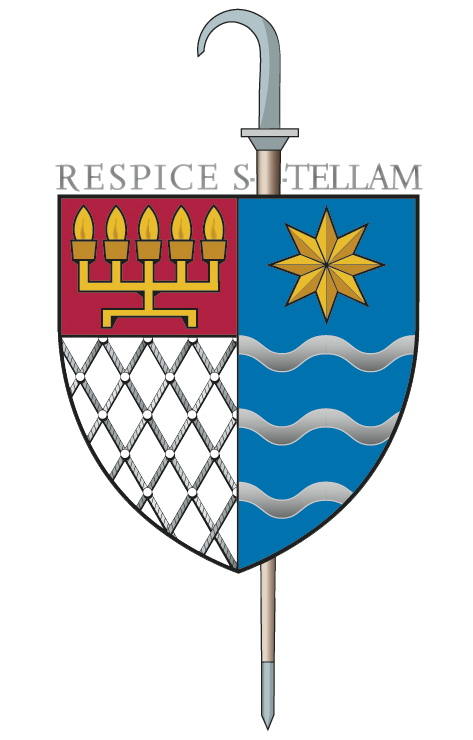
Stemma di Jeremias Schröder OSB come Abate Presidente della Congregazione Ottiliana (2013)

Jeremias Schröder (Bad Wörishofen, 8 dicembre 1964) è un abate e religioso tedesco, dal 14 settembre 2024 è l'undicesimo abate primate dell'Ordine di San Benedetto.

## Biografia
Jeremias Schröder, è nato l'8 dicembre 1964 a Bad Wörishofen, in Baviera (Germania). Nel 1984 entra nell’Arciabbazia di St. Ottilien (Congregazione di Sant'Ottilia)), a Eresing.

## Formazione
Dopo aver fatto il suo ingresso nell'ordine benedettino, Schröder ha studiato filosofia, teologia, storia e archivistica. Ha conseguito i suoi studi presso il Pontificio ateneo Sant'Anselmo a Roma e la St. Benet’s Hall dell'Università di Oxford, completando così la formazione accademica e religiosa.

## Ministero
Rientrato all’arciabbazia di St. Ottilien nel 1994, Schröder ha ricoperto vari incarichi, tra cui assistente del maestro dei novizi e segretario dell’abate. Nel 2000 è stato eletto arciabate e presidente della Congregazione di Sant'Ottilia. Durante il suo mandato, è fautore della divisione dei ruoli, e nel 2012 diventa il primo abate presidente della congregazione.

## Abate Primate
Il 14 settembre 2024 è stato eletto Abate primate della confederazione benedettina, durante il Congresso degli Abati tenutosi a Roma al monastero di Sant'Anselmo all'Aventino. È l'undicesimo a ricoprire questa carica, succedendo a Gregory Polan.
Con l’elezione ad Abate Primate, Schröder ha assunto la responsabilità di guidare circa 6.000 monaci benedettini in tutto il mondo.
Inoltre, ricopre la carica di abate del Monastero di monastero di Sant'Anselmo a Roma e Gran Cancelliere del pontificio ateneo Sant'Anselmo.

La carica di Abate Primate, istituita da Papa Leone XIII, con il breve apostolico Summum semper del 12 luglio 1893, ha il compito di promuovere l'unità tra i monasteri benedettini e di mantenere un collegamento con la Santa Sede e le autorità civili.

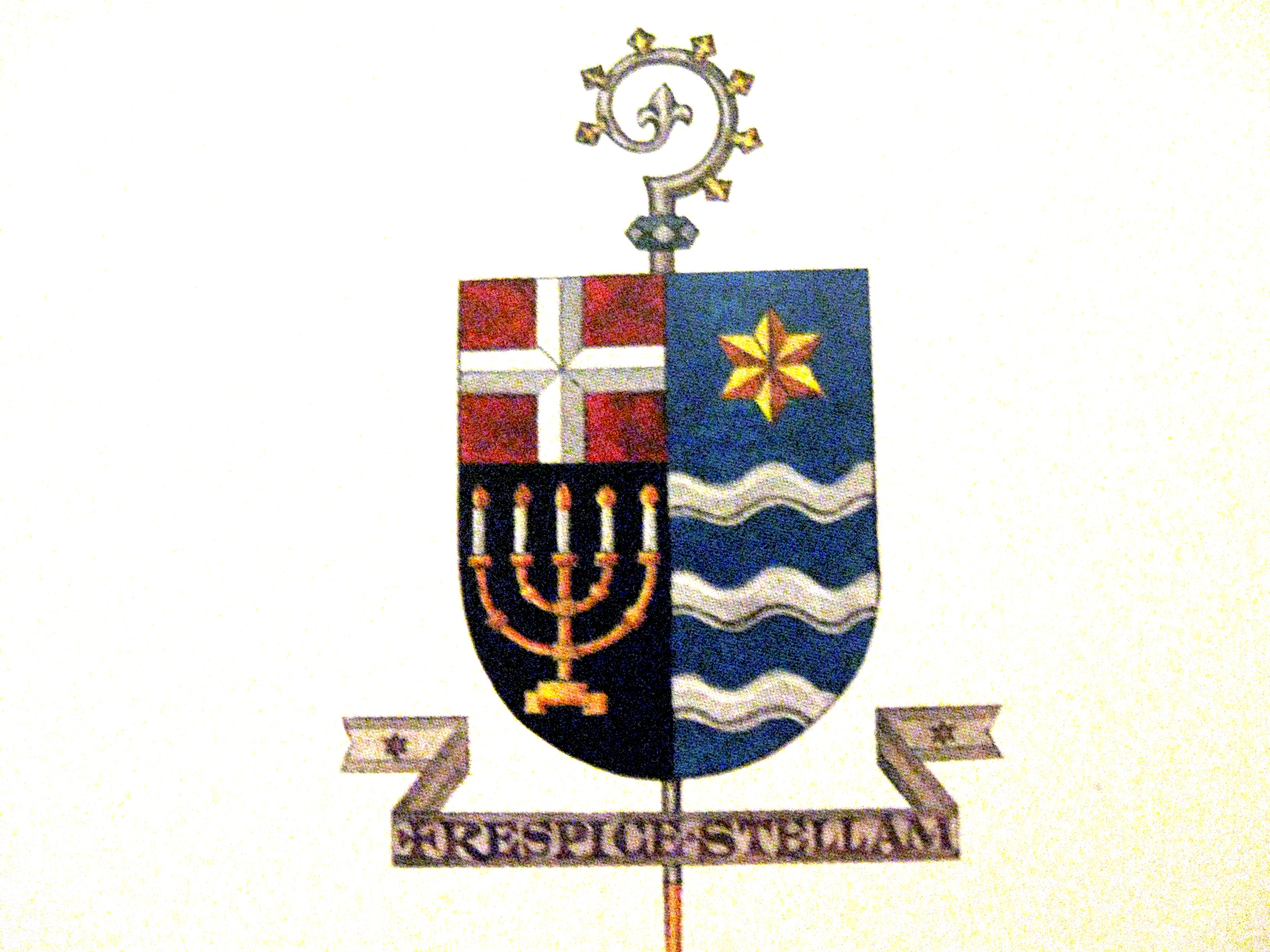